# Stefan Smiljanič
Stefan Smiljanič (* 10. Juli 1991 in Subotica, SFR Jugoslawien, heute Serbien) ist ein slowenischer Fußballspieler.

## Karriere
Smiljanič begann seine Karriere beim NK Olimpija Ljubljana. Im September 2010 debütierte er für die Profis in der Prva Liga, als er am achten Spieltag der Saison 2010/11 gegen den NK Domžale in der Startelf stand und in der 84. Minute durch Peter Stojanovič ersetzt wurde. Einen Monat später erzielte er gegen den NK Nafta Lendava seinen ersten Treffer in der Prva Liga.
Im Januar 2012 wechselte Smiljanič nach Spanien zum Viertligisten UD Almansa. Im Sommer 2012 wechselte er nach England zur Reservemannschaft von Leicester City. Im Oktober desselben Jahres schloss er sich dem deutschen Regionalligisten  Hannover 96 II. Nach 15 torlosen Spielen wechselte er zur Saison 2013/14 nach Griechenland zum Zweitligisten Doxa Dramas.
Im Februar 2015 kam er nach Serbien zum Zweitligisten FK Jedinstvo Putevi. Nach nur zwei Partien verließ er die Serben im Sommer 2015. Nachdem er über ein halbes Jahr vereinslos gewesen war, kehrte er im März 2016 nach Slowenien zurück, wo er sich dem Zweitligisten NK Dob anschloss. Allerdings blieb er auch bei Dob nur kurz; schon nach vier Partien wechselte er im Sommer 2016 nach Bosnien und Herzegowina zum Erstligisten NK Metalleghe-BSI. Nach sieben Spielen, in denen er ein Tor erzielte, verließ er die Bosnier im Januar 2017.